# Frisó oriental
El frisó oriental o saterlandès (seeltersk) és una llengua minoritària, varietat del frisó, similar al frisó septentrional, que és parlat a alguns municipis de la Baixa Saxònia (Alemanya).

## Antic frisó oriental i la seva decadència
L'antic frisó oriental es va parlar a Frísia Oriental (Ostfriesland), la regió entre els rius Lauwers i Weser, a l'estat alemany de Baixa Saxònia. L'àrea també inclou dos petits districtes a la riba oriental del Weser, les terres de Wurster i Würden. L'antic frisó oriental es podria dividir en dos grups dialectals: el frisó del Weser a l'est, i el frisó de l'Ems a l'oest. A partir del 1500 l'antic frisó oriental cedí pas a poc a poc a la forta pressió que hi exercien els dialectes del baix alemany que l'envoltaven, avui en dia és gairebé extingit.
A mitjans del segle xvii el frisó de l'Ems gairebé havia desaparegut per complet. El frisó de Weser en la seva major part no va durar molt més temps i desaparegué cap al 1700, encara que hi ha registres que afirmaven que encara es parlava a la terra de Wurst, a l'est del riu Weser, el 1723. Va aguantar més temps a l'illa de Wangerooge, on l'últim parlant de frisó del Weser va morir el 1953. Avui, l'antic frisó oriental ja no es parla al territori històric de Frísia Oriental, però, un gran nombre d'habitants d'aquesta regió encara es consideren a si mateixos frisons i es refereixen al seu dialecte baix alemany com a freesk. En aquest dialecte, denominat ostfriesisch en alemany, el substrat frisó segueix sent evident.

## Saterland frisó
L'últim vestigi de l'antic frisó oriental és un dialecte del frisó d'Ems anomenat frisó säter o saterlandès (el seu nom nadiu és Seeltersk), que es parla a la zona de Saterland a l'antic Estat Lliure d'Oldenburg, al sud de Frísia Oriental. Saterland (Seelterlound en l'idioma local), que es creu que ha estat colonitzada per frisons orientals al segle xi, va ser durant molt de temps envoltada d'erms intransitables. Això, juntament amb el fet que el saterlandès sempre ha tingut un estatus superior al baix alemany entre els habitants de la zona, ha facilitat la preservació de la llengua al llarg dels segles.
Un altre factor important podria ser que després de la Guerra dels Trenta Anys, Saterland es va convertir en part del bisbat de Münster. Com a conseqüència, va ser retornat a l'Església Catòlica, donant com a resultat l'aïllament de la resta de Frísia Oriental des del voltant de 1630, de manera que ja no concertaven matrimonis amb la gent del nord.

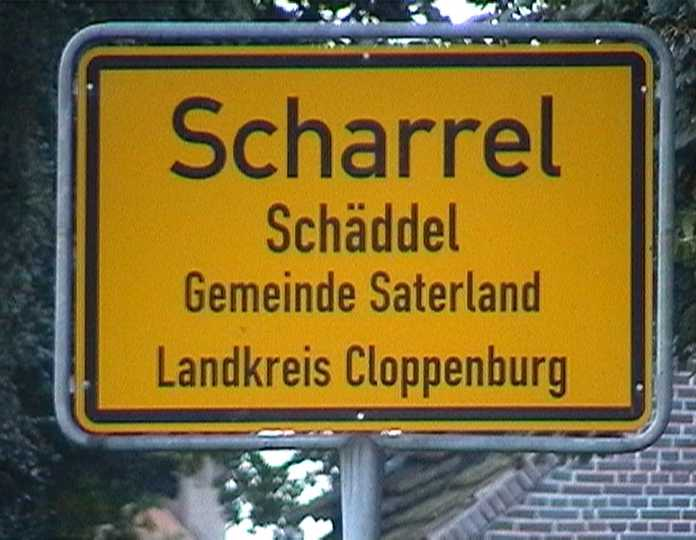
Senyal bilingüe a Scharrel

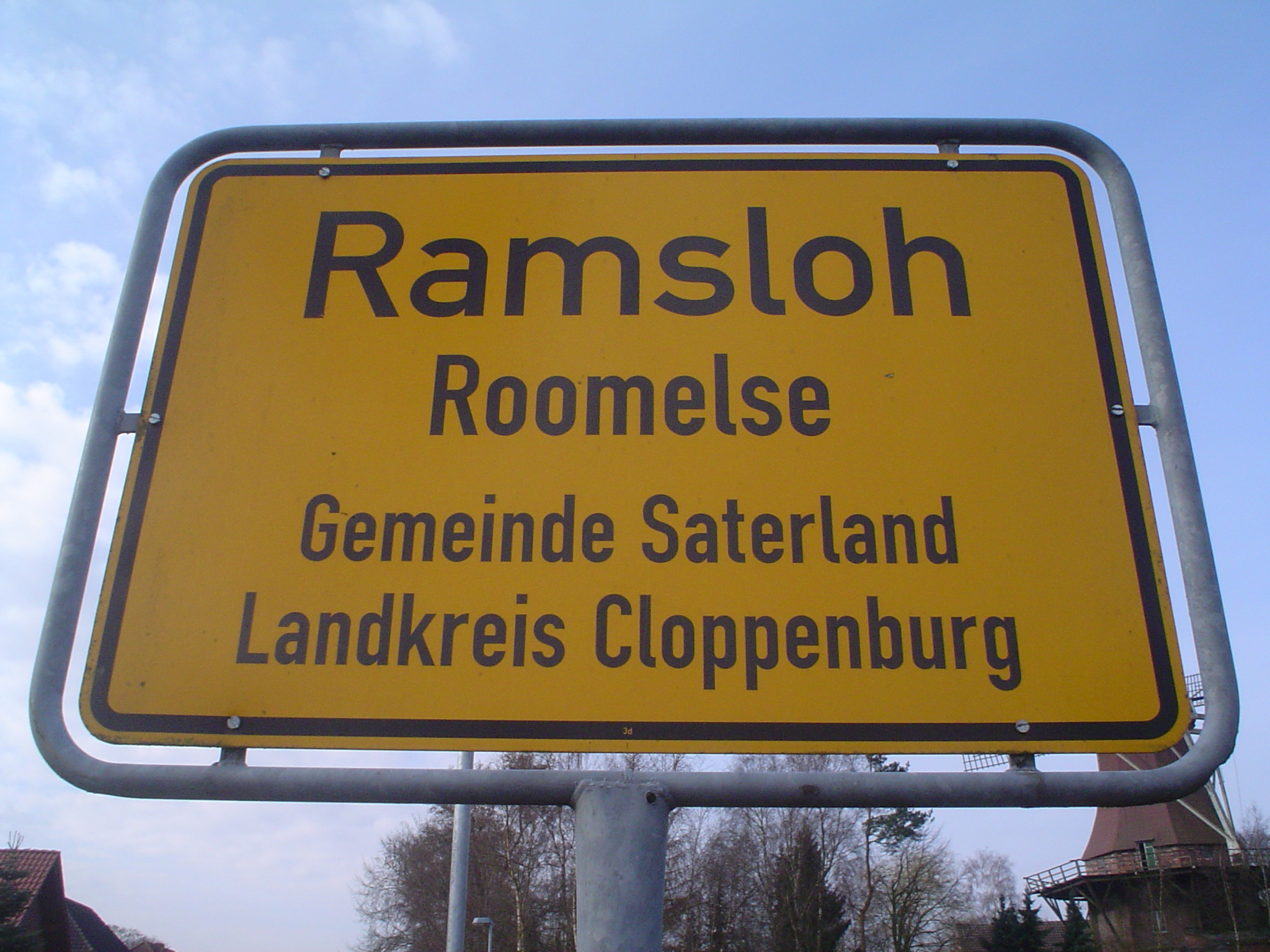
Senyal bilingüe a Ramsloh

## Parlants
Avui en dia, les estimacions del nombre de parlants varien lleugerament. El saterlandès és parlat per aproximadament 2.250 persones, d'una població total de la zona de Saterland d'uns 10.000. Es calcula que 2.000 persones poden parlar bé l'idioma, dels quals una mica menys de la meitat són parlants nadius. La gran majoria de tots els parlants nadius es troben entre la generació gran, de manera que el saterlandès és una llengua en seriós perill d'extinció. Podria, però, no estar moribunda, ja que diversos informes suggereixen que el nombre de parlants està augmentant entre les generacions més joves i alguns d'ells crien els seus fills en saterlandès.

## Dialectes
Hi ha tres dialectes mútuament intel·ligibles, corresponents als tres principals pobles del municipi de Saterland: Ramsloh (Roomelse), Scharrel (Schäddel), i Strücklingen (Strukelje). El dialecte Ramsloh ara gaudeix d'estatut de llengua estandarditzada, ja que una gramàtica i una llista de paraules es basen en ell.

## Estatus
El govern alemany no ha compromès recursos importants per a la preservació del saterlandès. La majoria dels treballs per garantir la preservació d'aquest llenguatge són realitzades pel Buund Seelter ("Aliança Saterlandesa"). Juntament amb el frisó septentrional i altres cinc idiomes, el saterlandès fou inclòs en la part III de la Carta Europea de les Llengües Regionals o Minoritàries per Alemanya el 1998. Des d'aproximadament 1800, el saterlandès ha atret l'interès d'un nombre creixent de lingüistes. Durant l'últim segle, s'hi ha desenvolupat una petita literatura. També hi ha estat traduït el Nou Testament de la Bíblia.

## Texts d'exemple
Saterlandès: Die Wänt strookede dät Wucht uum ju Keeuwe un oapede hier ap do Sooken.

Frisó septentrional (Mooring): Di dreng aide dåt foomen am dåt kan än mäket har aw da siike.

Frisó occidental: De jonge streake it famke om it kin en tute har op 'e wangen.

Baix saxó frisó oriental: De Jung straktde dat Wicht üm't Kinn to un tuutjede hör up de Wangen. 

Neerlandès: De jongen aaide/streelde het meisje over haar kin en kuste haar op haar wangen.

Alemany: Der Junge streichelte das Mädchen ums Kinn und küsste sie auf die Wangen.

Anglès: The boy stroked the girl on the chin and kissed her on the cheeks.